# Kanton Nozay
Kanton Nozay (fr. Canton de Nozay) je francouzský kanton v departementu Loire-Atlantique v regionu Pays de la Loire. Tvoří ho osm obcí.

## Obce kantonu
- Abbaretz
- La Chevallerais
- La Grigonnais,
- Nozay
- Puceul
- Saffré
- Treffieux
- Vay